# Пачовский, Василий Николаевич

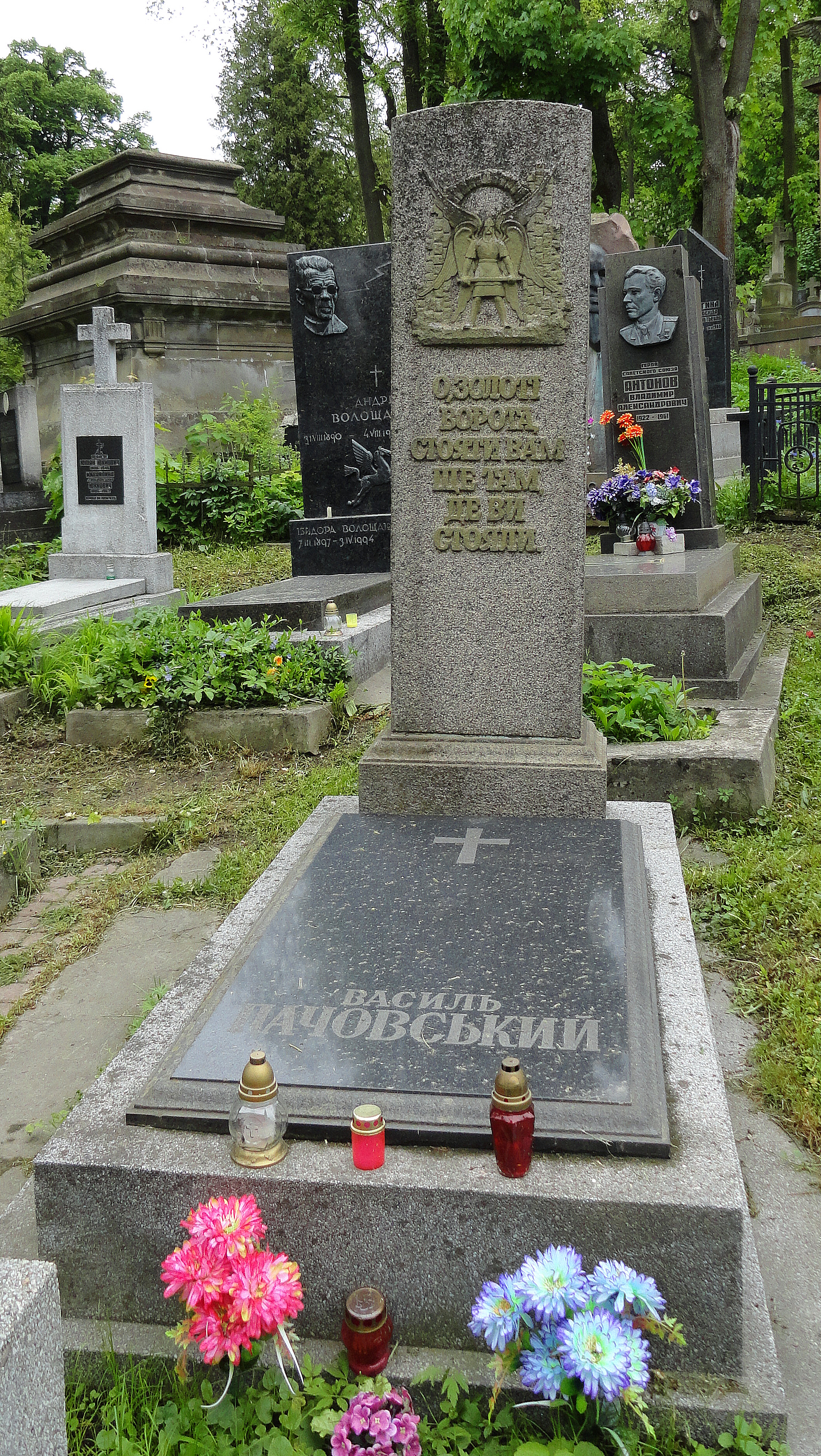
Памятник на могиле Василия Пачовского на Лычаковском кладбище (Львов)

Василий Николаевич Пачовский (укр. Василь Миколайович Пачовський; 12 января 1878, с. Жуличи (ныне Золочевского района Львовской области Украины) — 5 апреля 1942, Львов) — украинский поэт-модернист, историк, философ.

## Биография
Родился в семье сельского священника. Племянник писателя М. И. Пачовского.
В 1886 году пошёл в школу, а через пять лет был отдан в польскую гимназии в Золочеве. В 1891 году после смерти отца часто голодал. Работал учителем в школах Львова (1909) и Вены. Был одним из организаторов и лидеров литературной группы «Молодая муза».
Во время первой мировой войны по призыву «Союза Освобождения Украины», работал в Перемышле и Львове. С приходом царской армии, вёл среди солдат-украинцев национально-разъяснительную работу.
В 1919 году переехал на Закарпатье в Ужгород, где стал редактором журнала «Народ». В 1920—1929 годах — преподаватель Ужгородской и Береговской гимназий. В 1929—1933 годах учительствовал в Пшемысле, в 1933 году после возвращения в Галицию, был преподавателем Львовского университета.
После 1939 года стал учителем украинского языка в средней школе. Принимал участие в заседаниях Организационного комитета писателей Львова в Клубе писателей. В 1940 году ему предложили преподавать украинский язык во Львовском университете.
Умер весной 1942 году от простуды во Львове. Похоронен на Лычаковском кладбище.

## Творчество
Автор поэтических драм, исторических стихов и большого количества популярных брошюр и статей по истории Украины и Закарпатья в частности.

## Избранная библиография
- «В пам’ять гетьмана Івана Мазепи і битви під Полтавою»
- «Нарис історії мініатюри по рукописям». Перемишль, 1913;
- «Сфінкс Європи». Львів, 1914;
- «Українці, як народ» (1917)
- «Роман Великий». Львів, 1918;
- «Історія Подкарпатської Руси», т. 1—2. Ужгород, 1920—22;
- «Гетьман Мазепа». Перемишль, 1933;
- «Світова місія України». Перемишль, 1933;
- «Іван Мазепа, життя й діяльність». Львів, 1937;
- «Срібна земля: Тисячоліття Карпатської України: Нарис історії з мапою». Львів, 1938;
- «Історія Закарпаття». Мюнхен, 1945;
- «Конструктивні ідеї державності та космічна місія української нації», 1945;